# Agrilus coxalis
Agrilus coxalis är en skalbaggsart som beskrevs av Waterhouse 1889. Agrilus coxalis ingår i släktet Agrilus och familjen praktbaggar.

## Underarter
Arten delas in i följande underarter:
- A. c. auroguttatus
- A. c. coxalis